# Наюн
Наю́н (кит. упр. 纳雍, пиньинь Nàyōng) — уезд городского округа Бицзе провинции Гуйчжоу (КНР).

## История
Уезд был создан в 1931 году из смежных территорий уездов Дадин, Чжицзинь и Ландай. После вхождения этих мест в состав КНР в 1950 году был создан Специальный район Бицзе (毕节专区), и уезд вошёл в его состав. В 1970 году Специальный район Бицзе был переименован в Округ Бицзе (毕节地区). Постановлением Госсовета КНР от 22 октября 2011 года округ Бицзе был преобразован в городской округ.

## Административное деление
Уезд делится на 3 уличных комитета, 7 посёлков, 6 волостей и 10 национальных волостей.

## Экономика
Развиты сельское хозяйство (в том числе выращивание вишни) и сельский туризм. 